# Рановка
Рановка — деревня в Скопинском районе Рязанской области России. Входит в состав Шелемишевского сельского поселения.

## География
Деревня находится в юго-западной части Рязанской области, в лесостепной зоне, в пределах Среднерусской возвышенности, на левом берегу реки Ранова, на расстоянии примерно 23 км (по прямой) к юго-востоку от города Скопин, административного центра района. Абсолютная высота — 107 м над уровнем моря.

### Климат
Климат характеризуется как умеренно континентальный, с тёплым летом и умеренно холодной снежной зимой. Среднегодовая температура воздуха — 4,4 °C. Средняя температура воздуха самого холодного месяца (января) — −10,5 °C (абсолютный минимум — −41 °C); самого тёплого месяца (июля) — 20 °C (абсолютный максимум — 39 °C). Безморозный период длится около 140—145 дней. Среднегодовое количество осадков — 520—580 мм, из которых большая часть выпадает в период с апреля по октябрь. Снежный покров держится в течение 130 дней.

### Часовой пояс
Деревня Рановка, как и вся Рязанская область, находится в часовой зоне МСК (московское время). Смещение применяемого времени относительно UTC составляет +3:00.

## Население
| 1897 | 1906 | 2010 |
| ---- | ---- | ---- |
| 602  | ↗657 | ↘28  |

### Национальный состав
Согласно результатам переписи 2002 года, в национальной структуре населения русские составляли 100 % из 36 чел.